# Событие (философия)
Собы́тие — понятие философии двадцатого века, введение которого ознаменовалось кардинальными реконструкциями в области традиционной метафизической мысли. Термин ставит своей задачей разъяснение ряда важнейших вопросов — значение времени и пространства, вопросы смысла, сущностная основа бытия.
В новейших онтологиях феноменологического и постструктуралистского воззрений событие представляется противоположностью понятия бытие.

## Внатурфилософии
Под непосредственным влиянием «метафизики природы» Альфреда Уайтхеда, выявляют себя принципиально событию присущие структурность, имманентность и обособленность каждого последующего события от предыдущего, в силу чего возрастает потенциальная возможность их комплексного слияния.
«Конкретные факты природы суть события, обнаруживающие определенную структуру своих взаимосвязей и определенные, присущие только им, признаки».
— А. Уайтхед. „Понятие природы“, 1920
Жиль Делёз, чьи постмодернистские воззрения также формируют понятие события, обуславливает событийное актом восприятия, где время более не принимается за собственное постоянное и незыблемое, но находит свою суть в тождестве с «мертвым» временем. Данное тому наименования «не-времени» и становится событием, значение которого — длительность во времени.

## Вфундаментальной онтологии
В контексте «деструкции метафизики» Мартина Хайдеггера Бытие становится сопоставляемо с нововведением — со-бытием,  которое имеет значение равное Логосу Гераклита. Согласно концепции немецкого мыслителя, событие (нем. Ereignis) является несравненным истоком рождения Бытия и Времени, но, словно послеродовая пуповина, совершенно чуждая младенцу однодневному, они отбрасываются прочь, подавая событию дар воли и самостоятельности. Событие вновь представляется в обличии длительности вне времени и пространства, раскрывая при этих условиях саму суть Бытия.